# Муаме
Муаме́ (фр. Moimay) — коммуна во Франции, находится в регионе Франш-Конте. Департамент — Верхняя Сона. Входит в состав кантона Виллерсексель. Округ коммуны — Люр.
Код INSEE коммуны — 70349.

## География
Коммуна расположена приблизительно в 340 км к юго-востоку от Парижа, в 50 км северо-восточнее Безансона, в 21 км к востоку от Везуля.
На юго-востоке коммуны протекает река Оньон.

## Население
Население коммуны на 2010 год составляло 223 человека.
| 1962 | 1968 | 1975 | 1982 | 1990 | 1999 | 2010 |
| ---- | ---- | ---- | ---- | ---- | ---- | ---- |
| 205  | 209  | 189  | 208  | 195  | 165  | 223  |

## Администрация
| Период | Период | Фамилия        | Партия | Примечания |
| ------ | ------ | -------------- | ------ | ---------- |
| 2001   | 2002   | Жан-Пьер Водре |        |            |
| 2002   | 2008   | Ролан Граперже |        |            |
| 2008   | 2014   | Андре Марте    |        |            |

## Экономика
В 2010 году среди 144 человек трудоспособного возраста (15—64 лет) 109 были экономически активными, 35 — неактивными (показатель активности — 75,7 %, в 1999 году было 62,7 %). Из 109 активных жителей работали 94 человека (54 мужчины и 40 женщин), безработных было 15 (11 мужчин и 4 женщины). Среди 35 неактивных 16 человек были учениками или студентами, 9 — пенсионерами, 10 были неактивными по другим причинам.

## Достопримечательности
- Ферма (XVIII век). Исторический памятник с 1986 года[3]